# Темна тріада

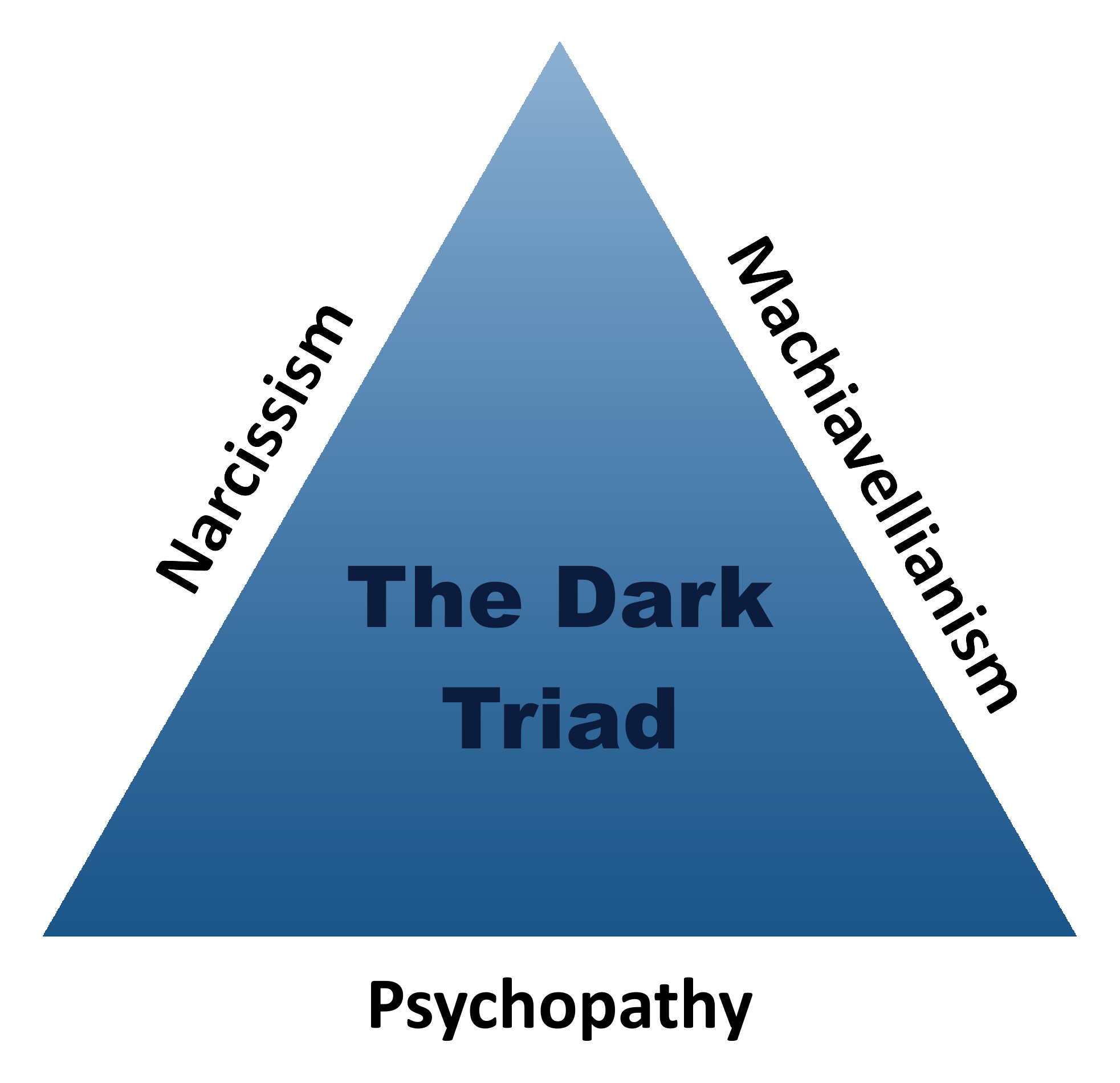
Темна тріада, три антисоціальні риси особистості: нарцисизм, мак'явеллізм і психопатія

Темна тріада в психології — це група, що охоплює три риси особистості: нарцисизм, макіавеллізм і психопатію. Їх називають «темними» через зловмисні, негативні для оточення особливості цих рис. Особистості з тріадою часто стають аб'юзерами та чинять домашнє насильство.
Дослідження темної тріади застосовують у прикладній психології, особливо в галузі правоохоронної діяльності, клінічної психології та управління бізнесом. Існує більша ймовірність, що люди з високим рівнем таких рис скоять злочин, спричинять соціальні негаразди і створять серйозні проблеми для організації, особливо якщо вони перебувають на керівних посадах. Вони також схильні проявляти менший рівень милосердя, доброзичливості, співчутливості, задоволення своїм життям, і рідше вірять, що вони та інші є добрими.
Усі три риси темної тріади є окремими концептами, хоча емпірично доведено, що вони перекриваються. Їх асоціюють з маніпулятивним міжособистісним стилем.
- Для нарцисизму характерні грандіозність, гордість, еготизм та відсутність співпереживання[10].
- Для макіавеллізму характерні маніпуляція іншими людьми та їх експлуатація, відсутність моралі, безсердечність і вищий рівень корисливості[11].
- Для психопатії характерні тривала антисоціальна поведінка, імпульсивність, егоїзм, риси нечутливості та неемоційності[12] і докори[13].

Факторний аналіз виявив, що з-поміж рис великої п'ятірки низький рівень доброзичливості найсильніше корелюється зі всією темною тріадою, тоді як невротизм і відсутність сумлінності пов'язані лише з деякими її складовими. З розвитком доброзичливість і темна тріада показують корельовані зміни.

## Історія
1998 року МакГоскі, Ворзель і Сьярто спровокували полеміку, твердячи, що нарцисизм, мак'явеллізм і психопатія є більш-менш взаємозамінними у звичайних вибірках. Делрой Л. Полхус і МакГоскі обговорили це питання на наступній конференції Американської психологічної асоціації, надихнувши на подальші дослідження теми. Полхус і Вільямс виявили достатньо поведінкових, особистісних і когнітивних відмінностей між зазначеними рисами, припустивши, що вони є різними конструктами, утім дійшли висновку, що необхідне подальше дослідження, аби з'ясувати, як і чому вони перетинаються.

## Компоненти
Існує багато концептуальних та емпіричних перетинів між рисами темної тріади. Наприклад, дослідники відзначили, що всі три риси поділяють такі характеристики, як-от відсутність співпереживання, міжособистісну ворожнечу і міжособистісну образливість. Імовірно, частково через ці перетини, останнім часом розроблено низку критеріїв, що намагаються одночасно виміряти всі три риси темної тріади, наприклад, Dirty Dozen і коротка темна тріада (SD3).
Однак, основна частина цих критеріїв є опитувальниками і вимагає або самовідповіді, або відповіді спостерігача (наприклад, оцінки керівників або колег). Обидва способи можуть виявитись проблематичними при спробі виміряти будь-яку соціально неприйнятну рису, оскільки самовідповідачі можуть обманути. Тоді ще більша плутанина може виникнути і для рис темної тріади, і для мак'явеллізму зокрема: інші можуть помилково сприймати тих людей, що вміють обманювати і маніпулювати іншими, і тому вони, ймовірно, отримають неточні оцінки.
Попри такі зауваження і визнану спільність рис темної тріади, існують докази того, що ці конструкти хоч і пов'язані, але окремі.

### Мак'явеллізм
Рису названо на честь політичної філософії Нікколо Макіавеллі. Люди з високим рівнем мак'явеллізму цинічні (в аморальному егоїстичному розумінні, а не в сенсі ставити все під сумнів), безпринципні, холодні, вірять у міжособистісні маніпуляції як ключ до успіху в житті, і поводяться відповідно. Мак'явеллізм також суттєво корелює з психопатією.

### Нарцисизм
Люди з високим рівнем нарцисизму проявляють грандіозність, винятковість, домінування і вищість. Також було виявлено, що нарцисизм має значну кореляцію з психопатією.

### Психопатія
Вважається найбільш злісною рисою темної тріади. Люди з високим рівнем психопатії демонструють низький рівень емпатії в поєднанні з високим рівнем імпульсивності та прагненням гострих відчуттів.

## Походження
Питання «природа проти виховання», котре обговорюють вже тривалий час, застосовували аби дослідити походження рис темної тріади. Подібно до дослідження особистісних рис Великої П'ятірки, питання вивчали емпірично, намагаючись зрозуміти, як на розвиток рис темної тріади впливають біологія (природа) і фактори навколишнього середовища.
Одним із способів, з допомогою якого дослідники намагаються проаналізувати співвідношення впливу генетичних факторів і факторів навколишнього середовища на особистість (та індивідуальні відмінності в цілому), є «близнюковий метод».

### Субклінічні прояви у порівнянні з розладами
В рамках розладу особистості дослідники традиційно об'єднують дві риси темної тріади, нарцисизм і психопатію.
Зигмунд Фройд розглядав нарцисизм у своїх працях. Ерві Клеклі вперше згадує психопатію, як клінічний діагноз у ранніх працях, зокрема, в книзі «The Mask of Sanity». Враховуючи тривимірну модель нарцисизму і психопатії, доповнену оцінками самозвітності, ці ознаки тепер можна вивчити на субклінічному рівні. У загальній популяції показники поширення субклінічної і клінічної психопатії оцінюють приблизно в межах 1 % та 0,2 % відповідно. На жаль, не існує достовірних оцінок ні клінічного, ні субклінічного нарцисизму в цілому.
Що стосується емпіричних досліджень, то психопатію формально не вивчали до 1970-х років, коли з'явилося новаторське дослідження Роберта Гаре «Контрольний перелік ознак психопатії» (PSL) і його перегляд (PSL-R). У книзі «Без совісті» Гаре зазначає що опитування психопатів для самозвіту щодо психологічно важливих питань не гарантує точних і об'єктивних даних. Утім, були спроби вивчати психопатію застосовуючи самоопитувальники, як-от опитувальник Левенсона (первинна і вторинна шкала), опис психопатичної особистості і особистісну шкалу самозвіту.
Подібно, до 1979 року, коли Раскін і Голл створили Опитувальник для визначення нарцистичної особистості, оцінка нарцисизму потребувала клінічних інтерв'ю. За цим опитувальником з'явилися інші інструменти, метою яких було забезпечити альтернативну оцінку розладу особистості за допомогою самозвіту. Крім того, було розроблено нові інструменти для вивчення «патологічного» нарцисизму, який, на відміну від «грандіозого» нарцисизму, згідно з багатьма твердженнями, визначають за допомогою опитувальника Раскіна-Голла.
Макіавеллізм не згадано у жодній версії Діагностичного і статистичного посібника з психічних розладів. Цю рису розглядають як виключно особистісний конструкт. Тому досі в емпіричних дослідженнях найширше використовують початкову версію шкали Mach-IV.

## Взаємозв'язок мак'явеллізму, нарцисизму і психопатії
Найбільш виражена різниця в групі за статтю: численні дослідження показали, що чоловіки, як правило, мають вищий за жінок рівень нарцисизму, мак'явеллізму і психопатії, хоча цей показник варіює залежно від ознак, вимірювальних приладів і віку учасників.
Кожна зі складових Темної тріади так чи інакше впливає на такі особливості, як-от почуття власної переваги[en], зневажливе ставлення до загальноприйнятих норм поведінки, соціальна домінантність[en], егоцентризм, егоїзм, нечутливість до проблем інших, недоброзичливість, відсутність емпатії, емоційний холод, а також схильність до обману, маніпуляції і використання інших. Носії темної тріади готові брехати, якщо це допоможе досягти мети чи принесе вигоду. Всі риси Темної тріади впливають на девіантну поведінку підлітків, носії всіх рис Темної тріади вдаються до маніпулятивних стратегій та обману в міжособових стосунках, зокрема, у спілкуванні з партнерами протилежної статі.

## Перспективи

### Як розлад
В цілому, лікарі розглядають ці риси як патологічні, тобто їх слід лікувати. І, загалом, вони є небажаними, позаяк, наприклад, їх засуджує суспільство й вони є особисто контрпродуктивними. Однак, є інше твердження, що адаптивні властивості супроводжуються дезадаптивними. З еволюційної точки зору, темна тріада являє собою різні шлюбні стратегії. Щонайменше, частота їх появи в генофонді вимагає деякої адаптації до місцевих умов.
Звичайні версії цих рис проявляються в вибірках серед учнів і суспільства в цілому, де високий рівень може спостерігатися в осіб у повсякденному житті. Навіть в цих прикладах дослідження показують високу кореляцію цих рис з агресією, расизмом і цькуванням у порівнянні з іншими формами соціальної аверсії.

### На робочому місці
Олівер Джеймс визначив, що кожна з трьох особистісних рис темної тріади є поширеною на робочому місці. Мак'явеллізм проявляється як утримання влади, тактика жорсткого управління, маніпулятивна поведінка. Нарцисизм визначається схильністю до контрпродуктивної трудової поведінки, особливо коли самооцінка є під загрозою. Психопатія на робочому місці характеризується агресією, конфліктами, стресами, прогулами, зниженням продуктивності і відповідальності. У метааналізі темних тріад і результатів на робочому місці, Джонасон та його колеги (2012) виявили, що кожна з рис темної тріади була пов'язана з маніпуляціями на робочому місці, але кожна — за допомогою унікальних механізмів. Зокрема, мак'явеллізм був пов'язаний із застосуванням надмірного шарму в маніпуляціях, нарцисизм — із застосуванням фізичної зовнішності, а психопатія — з фізичними загрозами. Джонасон і колеги також виявили, що риси темної тріади повністю опосередковували взаємозв'язок між статтю і маніпуляцією на робочому місці. Риси темної тріади також виявили у менеджерів вищого рівня і керівників.

### Інтернет-тролі
Останні дослідження показали, що люди, яких описують як «тролів», як правило, мають темні риси особистості, виявляють ознаки садизму, антисоціальної поведінки, психопатії і мак'явеллізму. Між антисоціальною діяльністю та флеймом тролінгу існує подібність, інтернет-тролінг — це своєрідний прояв повсякденного садизму. Обидва дослідження показали, що тролінг, пов'язаний з цькуванням, є характерним і для підлітків, і для дорослих.

### Як шлюбна стратегія
Дослідження припускають, що риси темної тріади вказують на схильність людей до миттєвої вигоди і зв'язків для отримання вигоди і користі у довгостроковій перспективі. Хоча в розвиненому суспільстві розвивається сприяння довгостроковим перспективам (охорона навколишнього середовища, заощадження грошей до пенсії), існують репродуктивні переваги для особистих роздумів і короткострокових дій. Крім того, схоже, що чоловіки з такими рисами, є більш сексуально привабливими для жінок. Згідно з цією точкою зору, як показують дослідження, в людей з рисами темної тріади є: прискорена шлюбна стратегія, що виявляється в більшій кількості сексуальних партнерів, краще ставлення до випадкового сексу, занижені стандарти до короткострокових партнерів, тенденція переманювати і забирати партнерів в інших, підвищений ризик щодо зловживання наркотичними засобами, тенденція надавати перевагу меншій сумі миттєвих грошей, замість більшої суми, але з затримкою, обмежений самоконтроль і більше випадків СПАУ, прагматичний та ігровий стиль любові. Ці риси визначили як частину швидкої життєвої стратегії, що, як видається, мають бути ухвалені за експлуататорський, опортуністичний і багатогранний підхід до життя в цілому і на роботі зокрема. Існують суперечливі дані щодо точного зв'язку між темною тріадою та репродуктивним успіхом. Наприклад, існує недостатньо даних для репродуктивного успіху в разі психопатії. Крім того, ці риси не завжди короткостроково-орієнтовані, і не всі є імпульсивними. Також, велика частина досліджень темної тріади базується на статистичних процедурах, які сприймають темну тріаду як окремий конструкт, попри генетичні і метааналітичні докази протилежного.

## Пов'язані поняття

### Темна тетрада
Темна тетрада розширює темну тріаду, додаючи до неї повсякденний садизм. Стрімко збільшується кількість досліджень цієї теми.

### Вразлива темна тріада
Вразлива темна тріада (англ. VDT) має три взаємопов'язані і подібні конструкти: вразливий нарцисизм, фактор 2 психопатії та прикордонний розлад особистості, — які, як показує дослідження, тісно пов'язані одне з одним і мають подібні номологічні зв'язки. Попри те, що риси VDT стосуються негативної емоційності та антагоністичного міжособистісного стилю, вони також тісно пов'язані з інтроверсією і пригніченням.  

### Злісний нарцисизм
В межах клінічної/патологічної сфери нарцисизм може проявлятися в особливо важкій формі, відомій під назвою злісний нарцисизм. Злісний нарцисизм демонструє не лише ознаки і симптоми грандіозного нарцисизму, але також має риси параної, садизму, агресії і психопатії (зокрема, антисоціальної поведінки).

### Світла тріада
Під впливом концепції темної тріади Скотт Баррі Кауфман запропонував «світлу тріаду» чеснот особистості: гуманізм, кантіанство і віра в людство. Люди з високим рівнем гуманізму швидше оцінюють гідність інших і власну гідність. Люди з високим рівнем кантіанства частіше сприймають інших саме як людей, а не засіб для досягнення мети. Люди з високим рівнем віри в людство, схильні вважати, що інші принципово хороші. Порівнюючи людей, які пройшли тести і на темну тріаду, і на світлу, середньостатистична людина має значний ухил до рис світлої тріади. Цей тест не був інверсією тесту на темну тріаду.
Люди з високим рівнем рис світлої тріади також мали вищий рівень релігійності, духовності, задоволення життям, сприйняття інших, віри у те, що вони та інші є добрими, співчуття, співпереживання, самооцінки, справжності, позитивного натхнення, спокійного его, відкритості до досвіду та сумлінності. Крім того, респонденти з високим рівнем рис за світлою тріадною шкалою, загалом є інтелектуально допитливими, мають безпечні стосунки з іншими і є толерантнішими до інших поглядів.

### Атлас особистості, емоцій та поведінки
Атлас особистості, емоцій та поведінки — це каталог із 20 500 слів, які описують особистість, емоції і поведінку. Слова в каталозі оцінюють відповідно до двовимірної матричної таксономії з ортогональними розмірами приналежності і домінування. Прикметники на означення поведінкових патернів для опису темної тріади оцінювали згідно з атласом і візуалізували за допомогою графіків ядрової оцінки густини розподілу у двох вимірах. Атлас чітко розмежовує три компоненти темної тріади: нарцисизм (зелений), мак'явеллізм (синій) та психопатію (червоний).